# Liste des généraux quatre étoiles de l'United States Marine Corps

Drapeau d'un général quatre étoiles du Marine Corps

Ceci est une liste complète des généraux quatre étoiles du Corps des Marines des États-Unis. Le grade de général (ou de « full général » ou de général à quatre étoiles) est le grade le plus élevé du Marine Corps. Il se classe au-dessus du lieutenant-général (général trois étoiles). 
Il y a eu 72 généraux quatre étoiles dans l'histoire du Corps des Marines des États-Unis. Parmi ceux-ci, 54 ont atteint ce grade en service actif, 17 ont été promus à la retraite en reconnaissance des citations de combat (« promotions de pierre tombale », 1942-1959), et un seul été promu à titre posthume. Les généraux sont entrés dans le Corps des Marines par plusieurs voies: 29 via l'Officier Candidats School (OCS) basé à Quantico, 24 via le Cours de formation des officiers de réserve navale (NROTC) suivi en tant qu' étudiant dans une université, 10 via la United States Naval Academy (USNA), 3 via le cours de formation de l' U.S. Army, soit le Réserve Officiers Training Corps (ROTC) en tant qu'étudiant en université et 6 via le ROTC dans une école militaire supérieure. 

## Liste des généraux
Les inscriptions dans la liste suivante de généraux quatre étoiles sont indexées par ordre numérique dans lequel chaque officier a été promu à ce grade en service actif, ou par un astérisque (*) si l'officier n'a pas servi dans ce grade en service actif. Chaque entrée indique le nom du général, la date de sa nomination au grade; les postes de service actif occupés pendant son service au grade quatre étoiles, nombre d'années de service actif au grade quatre étoiles (ans) année d'entrée en service et origine de la nomination, nombre d'années comme officier lors de la promotion au rang de quatre étoiles (YC) et autres notes biographiques. 
| #  | Nom                     | Photo | Date de nomination | Position | Années | Entré en service | YC | Notes |
| -- | ----------------------- | ----- | ------------------ | --- | ------ | ---------------- | -- | --- |
| 1  | Alexander A. Vandegrift |       | 21 mars 1945       | - Commandant of the Marine Corps, 1944–1947. | 2      | 1909 (OCS)       | 36 | (1887–1973) Medal of Honor, 1942. |
| *  | Roy S. Geiger           |       | 23 janvier 1947    | - (posthumous) | 0      | 1909 (OCS)       | 38 | (1885–1947) |
| 2  | Clifton B. Cates        |       | 1er janvier 1948   | - Commandant, 1948–1951. | 4      | 1917 (OCS)       | 31 | (1893–1970) |
| 3  | Lemuel C. Shepherd, Jr. |       | 1er janvier 1952   | - Commandant, 1952–1955. - Chairman, Inter-American Defense Board, 1956–1959. | 7      | 1917 (VMI)       | 35 | (1896–1990) |
| 4  | Randolph M. Pate        |       | 1er janvier 1956   | - Commandant, 1956–1959. | 4      | 1921 (VMI)       | 35 | (1898–1961) |
| 5  | David M. Shoup          |       | 1er janvier 1960   | - Commandant, 1960–1963. | 4      | 1926 (ROTC)      | 34 | (1904–1983) Medal of Honor, 1943. |
| 6  | Wallace M. Greene Jr.   |       | 1er janvier 1964   | - Commandant, 1964–1967. | 4      | 1930 (USNA)      | 34 | (1907–2003) |
| 7  | Leonard F. Chapman, Jr. |       | 1er janvier 1968   | - Commandant, 1968–1971. | 4      | 1935 (NROTC)     | 33 | (1913–2000) U.S. Commissioner of Immigration and Naturalization, 1973–1977.                                                                              |
| 8  | Lewis W. Walt           |       | 2 juin 1969        | - Assistant Commandant of the Marine Corps, 1968–1971. | 2      | 1936 (ROTC)      | 33 | (1913–1989) |
| 9  | Raymond G. Davis        |       | 12 mars 1971       | - Assistant Commandant, 1971–1972. | 1      | 1938 (ROTC)      | 33 | (1915–2003) Medal of Honor, 1950. |
| 10 | Keith B. McCutcheon     |       | 1er juillet 1971   | - Assistant Commandant, 1971. | 0      | 1937 (ROTC)      | 34 | (1915–1971) |
| 11 | Robert E. Cushman Jr.   |       | 1er janvier 1972   | - Commandant, 1972–1975. | 4      | 1935 (USNA)      | 37 | (1914–1985) Directeur adjoint de la Central Intelligence Agency, 1969–1971.                                                                              |
| 12 | Earl E. Anderson        |       | 31 mars 1972       | - Assistant Commandant, 1972–1975. | 3      | 1940 (NROTC)     | 32 | (1919–2015) |
| 13 | Louis H. Wilson Jr.     |       | 1er juillet 1975   | - Commandant, 1975–1979. | 4      | 1941 (OCS)       | 34 | (1920–2005) Medal of Honor, 1944. |
| 14 | Samuel Jaskilka         |       | 4 mars 1976        | - Assistant Commandant, 1975–1978. | 3      | 1942 (OCS)       | 34 | (1919–2012) |
| 15 | Robert H. Barrow        |       | 1er juillet 1978   | - Assistant Commandant, 1978–1979. - Commandant, 1979–1983. | 5      | 1942 (OCS)       | 36 | (1922–2008) |
| 16 | Kenneth McLennan        |       | 2 juillet 1979     | - Assistant Commandant & Chief of Staff, 1979–1981. | 3      | 1945 (OCS)       | 34 | (1925–2005) |
| 17 | Paul X. Kelley          |       | 1er juillet 1981   | - Assistant Commandant & Chief of Staff, 1981–1983. - Commandant, 1983–1987. | 6      | 1950 (NROTC)     | 31 | (1928–2019) |
| 18 | John K. Davis           |       | 1er juillet 1983   | - Assistant Commandant, 1983–1986. | 3      | 1950 (NROTC)     | 33 | (1927–2019) |
| 19 | George B. Crist         |       | 22 novembre 1985   | - Commandant en chef, U.S. Central Command, 1985–1988. | 3      | 1952 (NROTC)     | 33 | (1931–2024) |
| 20 | Thomas R. Morgan        |       | 1er juin 1986      | - Assistant Commandant, 1986–1988. | 2      | 1952 (NROTC)     | 34 | (1930– ) |
| 21 | Alfred M. Gray Jr.      |       | 1er juillet 1987   | - Commandant, 1987–1991. | 4      | 1952 (OCS)       | 35 | (1928–2024) |
| 22 | Joseph J. Went          |       | 1er juillet 1988   | - Assistant Commandant & Chief of Staff, 1988–1990. | 2      | 1952 (NROTC)     | 36 | (1930– ) |
| 23 | John R. Dailey          |       | 1er août 1990      | - Assistant Commandant & Chief of Staff, 1990–1992. | 3      | 1956 (NROTC)     | 34 | (1934– ) Associate Deputy Administrator, National Aeronautics and Space Administration, 1992–1999 ; Directeur, National Air and Space Museum, 2000–2018. |
| 24 | Carl E. Mundy, Jr.      |       | 1er juillet 1991   | - Commandant, 1991–1995. | 4      | 1957 (NROTC)     | 34 | (1935–2014) President, United Service Organizations, 1996–2000.                                                                                          |
| 25 | Joseph P. Hoar          |       | 1er septembre 1991 | - Commander in Chief, U.S. Central Command, 1991–1994. | 3      | 1957 (NROTC)     | 34 | (1934–2022) |
| 26 | Walter E. Boomer        |       | 1er septembre 1992 | - Assistant Commandant, 1992–1994. | 2      | 1960 (NROTC)     | 32 | (1938– ) |
| 27 | Richard D. Hearney      |       | 15 juillet 1994    | - Assistant Commandant, 1994–1996. | 2      | 1962 (OCS)       | 32 | (1939– ) |
| 28 | John J. Sheehan         |       | 1994               | - Supreme Allied Commander Atlantic & Commander in Chief, U.S. Atlantic Command, 1994–1997. | 3      | 1962 (NROTC)     | 32 | (1940– ) |
| 29 | Charles C. Krulak       |       | 29 juin 1995       | - Commandant, 1995–1999. | 4      | 1964 (USNA)      | 31 | (1942– ) |
| 30 | Richard I. Neal         |       | 19 septembre 1996  | - Assistant Commandant, 1996–1998. | 2      | 1965 (NROTC)     | 31 | (1942–2022) |
| 31 | Anthony C. Zinni        |       | 8 août 1997        | - Commander in Chief, U.S. Central Command, 1997–2000. | 3      | 1965 (NROTC)     | 32 | (1943– ) U.S. Special Envoy to the Middle East, 2002–2003.                                                                                               |
| 32 | Charles E. Wilhelm      |       | 25 septembre 1997  | - Commander in Chief, U.S. Southern Command, 1997–2000. | 3      | 1964 (NROTC)     | 33 | (1941– ) |
| 33 | Terrence R. Dake        |       | 5 septembre 1998   | - Assistant Commandant, 1998–2000. | 2      | 1966 (OCS)       | 32 | (1944– ) |
| 34 | James L. Jones          |       | 30 juin 1999       | - Commandant, 1999–2003. - Supreme Allied Commander Europe & Commander, U.S. European Command, 2003–2006. | 7      | 1967 (NROTC)     | 32 | (1943– ) National Security Advisor, 2009–2010. |
| 35 | Peter Pace              |       | 8 septembre 2000   | - Commander in Chief, U.S. Southern Command, 2000–2001. - Vice Chairman, Joint Chiefs of Staff, 2001–2005. - Chairman, Joint Chiefs of Staff, 2005–2007.                                                          | 7      | 1967 (USNA)      | 33 | (1945– ) Médaille présidentielle de la Liberté, 2008. |
| 36 | Carlton W. Fulford, Jr. |       | 1er octobre 2000   | - Deputy Commander in Chief, U.S. European Command, 2000–2002. | 2      | 1966 (USNA)      | 34 | (1944– ) |
| 37 | Michael J. Williams     |       | 1er novembre 2000  | - Assistant Commandant, 2000–2002. | 2      | 1967 (USNA)      | 33 | (1943– ) |
| 38 | William L. Nyland       |       | 4 septembre 2002   | - Assistant Commandant, 2002–2005. | 3      | 1968 (NROTC)     | 34 | (1946– ) |
| 39 | Michael W. Hagee        |       | 14 janvier 2003    | - Commandant, 2003–2006. | 3      | 1968 (USNA)      | 35 | (1944– ) |
| 40 | James E. Cartwright     |       | 1er septembre 2004 | - Commander, U.S. Strategic Command, 2004–2007. - Vice Chairman, Joint Chiefs of Staff, 2007–2011. | 7      | 1971 (NROTC)     | 33 | (1949– ) |
| 41 | Robert Magnus           |       | 1er novembre 2005  | - Assistant Commandant, 2005–2008. | 3      | 1969 (NROTC)     | 36 | (1947– ) |
| 42 | James T. Conway         |       | 13 novembre 2006   | - Commandant, 2006–2010. | 4      | 1970 (OCS)       | 36 | (1947– ) |
| 43 | James N. Mattis         |       | 9 novembre 2007    | - Supreme Allied Commander Transformation & Commander, U.S. Joint Forces Command, 2007–2009. - Commander, U.S. Joint Forces Command, 2009–2010. - Commander, U.S. Central Command, 2010–2013.                     | 6      | 1972 (ROTC)      | 35 | (1950– ) Secrétaire à la Défense des États-Unis, 2017–2018.                                                                                              |
| 44 | James F. Amos           |       | 2 juillet 2008     | - Assistant Commandant, 2008–2010. - Commandant, 2010–2014. | 6      | 1970 (NROTC)     | 38 | (1946– ) First naval aviator to become commandant. |
| 45 | Joseph F. Dunford, Jr.  |       | 23 octobre 2010    | - Assistant Commandant, 2010–2013. - Commander, International Security Assistance Force & Commander, U.S. Forces - Afghanistan, 2013–2014. - Commandant, 2014–2015. - Chairman, Joint Chiefs of Staff, 2015–2019. | 9      | 1977 (OCS)       | 33 | (1955– ) |
| 46 | John R. Allen           |       | 18 juillet 2011    | - Commander, International Security Assistance Force & Commander, U.S. Forces - Afghanistan, 2011–2013. | 2      | 1976 (USNA)      | 35 | (1953– ) |
| 47 | John F. Kelly           |       | 19 novembre 2012   | - Commander, U.S. Southern Command, 2012–2016. | 3      | 1976 (OCS)       | 36 | (1950– ) Secrétaire à la Sécurité intérieure des États-Unis, 2017 ; chef de cabinet de la Maison-Blanche, 2017–2019.                                     |
| 48 | John M. Paxton, Jr.     |       | 15 décembre 2012   | - Assistant Commandant, 2012–2016. | 4      | 1974 (OCS)       | 38 | (1951– ) |
| 49 | Robert B. Neller        |       | 24 septembre 2015  | - Commandant, 2015–2019. | 4      | 1975 (OCS)       | 40 | (1953– ) |
| 50 | Thomas D. Waldhauser    |       | 18 juillet 2016    | - Commander, U.S. Africa Command, 2016–2019. | 3      | 1976 (OCS)       | 40 | (1953– ) |
| 51 | Glenn M. Walters        |       | 2 août 2016        | - Assistant Commandant, 2016–2018. | 2      | 1979 (Citadel)   | 37 | (1957– ) |
| 52 | Gary L. Thomas          |       | 4 octobre 2018     | - Assistant Commandant, 2018–2021. | 3      | 1984 (NROTC)     | 34 | (1962– ) |
| 53 | Kenneth F. McKenzie Jr. |       | 28 mars 2019       | - Commander, U.S. Central Command, 2019–2022. | 3      | 1979 (Citadel)   | 40 | (1957– ) |
| 54 | David H. Berger         |       | 11 juillet 2019    | - Commandant du Corps des Marines (CMC), 2019–2023. | 4      | 1981 (NROTC)     | 38 | (1959– ) |
| 55 | Eric M. Smith           |       | 8 octobre 2021     | - Commandant en second du Corps des Marines (ACMC), 2021–2023. - Commandant du Corps des Marines (CMC), depuis 2023.                                                                                              | 4      | 1987 (Texas A&M) | 34 | (1965– ) |
| 56 | Michael E. Langley      |       | 6 août 2022        | - Commandant, Commandement des États-Unis pour l'Afrique (AFRICOM), depuis 2022. | 3      | 1985 (OCS)       | 37 | (1963– ) Premier Afro-Américain à atteindre le grade de général dans le Corps des Marines.                                                               |
| 57 | Christopher J. Mahoney  |       | 2 novembre 2023    | - Commandant en second du Corps des Marines (ACMC), depuis 2023 | 2      | 1987 (NROTC)     | 36 | |

## «Généraux de pierre tombale»
L'Acte du Congrès du 4 mars 1925 a permis aux officiers de la Marine, du Corps des Marines et des Garde côtes d'être promus d'un grade à la retraite s'ils avaient été spécialement récompensés dans l'exercice de leurs fonctions au combat. Les promotions de citation de combat étaient communément appelées "promotions de pierre tombale" (tombstone) car elles conféraient tous les avantages et le prestige du rang supérieur, y compris le titre le plus élevé à mettre sur les pierres tombales, mais pas de rémunération supplémentaire en tant qu'officier général en retraite. L'Acte du Congrès du 23 février 1942 a permis des promotions de généraux de pierre tombale aux grades de trois et quatre étoiles. Les promotions tombstone ont été par la suite limitées aux citations publiées avant le 1er janvier 1947 et ont finalement été éliminées complètement à compter du 1er novembre 1959. La pratique a été abolie dans le but d'encourager les départs à la retraite des officiers généraux de deux étoiles avant la date d'entrée en vigueur du changement afin de réduire une présence excessive dans les grades de trois ou quatre étoiles. 
Tout général qui a effectivement occupé un grade pendant son service actif a la priorité sur la liste de retraite par rapport à tout général tombstone détenant le même grade à la retraite. Les généraux de pierre tombale se classent entre eux selon les dates de leur grade de service actif le plus élevé. 
La liste suivante des généraux de pierre tombale est faite par nom de famille, date de grade de lieutenant général, date de retraite et année de mise en service. 
|    | Nom                 | Photo | Date de nomination (LGEN) | Date de retraite | Entrée en service | Notes                                                                                |
| -- | ------------------- | ----- | ------------------------- | ---------------- | ----------------- | ------------------------------------------------------------------------------------ |
| 1  | Thomas Holcomb      |       | 20 Jan 1942               | Jan 1944         | 1900 (OCS)        | (1879–1965) U.S. Minister to South Africa, 1944–1948.                                |
| 2  | Holland M. Smith    |       | 28 Feb 1944               | May 1946         | 1905 (OCS)        | (1882–1967)                                                                          |
| 3  | Harry Schmidt       |       | 01 Mar 1946               | Jul 1948         | 1909 (OCS)        | (1886–1968)                                                                          |
| 4  | Allen H. Turnage    |       | 04 Oct 1946               | Jan 1948         | 1913 (OCS)        | (1891–1971)                                                                          |
| 5  | LeRoy P. Hunt       |       | 01 Jul 1949               | Jul 1951         | 1917 (OCS)        | (1892–1968)                                                                          |
| 6  | Franklin A. Hart    |       | 22 Feb 1951               | Aug 1952         | 1917 (OCS)        | (1894–1967)                                                                          |
| 7  | Graves B. Erskine   |       | 02 Jul 1951               | Jul 1953         | 1917 (OCS)        | (1897–1973) Assistant to the Secretary of Defense for Special Operations, 1953–1961. |
| 8  | Gerald C. Thomas    |       | 08 Mar 1952               | Jan 1956         | 1917 (OCS)        | (1894–1984)                                                                          |
| 9  | Oliver P. Smith     |       | 23 Jul 1953               | Sep 1955         | 1917 (OCS)        | (1893–1977)                                                                          |
| 10 | William O. Brice    |       | 28 Aug 1953               | 1956             | 1921 (Citadel)    | (1898–1972)                                                                          |
| 11 | Christian F. Schilt |       | 01 Aug 1955               | Apr 1957         | 1919 (OCS)        | (1895–1987) Awarded Medal of Honor, 1928.                                            |
| 12 | Alfred H. Noble     |       | 01 Aug 1955               | Nov 1956         | 1917 (OCS)        | (1894–1983)                                                                          |
| 13 | Vernon E. Megee     |       | 01 Jan 1956               | Nov 1959         | 1922 (OCS)        | (1900–1992)                                                                          |
| 14 | Edwin A. Pollock    |       | 01 Jan 1956               | Nov 1959         | 1921 (Citadel)    | (1899–1982)                                                                          |
| 15 | Merrill B. Twining  |       | 12 Sep 1956               | Oct 1959         | 1923 (USNA)       | (1902–1996) Brother of Air Force General Nathan F. Twining.                          |
| 16 | Ray A. Robinson     |       | 01 Nov 1956               | Nov 1957         | 1917 (OCS)        | (1896–1976)                                                                          |
| 17 | Robert E. Hogaboom  |       | 01 Dec 1957               | Oct 1959         | 1925 (USNA)       | (1902–1993)                                                                          |

## Chronologie
Par la loi du 21 mars 1945, le Congrès a autorisé le président à nommer le commandant du Corps des Marines au grade de général. Alexander Vandegrift, alors commandant des Marines, a été promu de lieutenant-général à général le 4 avril 1945 pour occuper son rang à partir du 21 mars de la même année. Il devient ainsi le premier Marine à servir au grade de général. La fonction du commandant a été définitivement fixée au grade de général quatre étoiles en vertu de la loi du 7 août 1947. Tous les commandants depuis cette date ont été autorisés par la loi à servir au grade de général et, conformément aux dispositions de 10 U.S.C. § 5201, de prendre leur retraite avec ce grade. 
En avril 1969, le Sénat a adopté et envoyé un projet de loi à la Maison Blanche qui fait du commandant adjoint du Marine Corps un général quatre étoiles lorsque l'effectif de service actif du Marine Corps dépassait 200 000 militaires. Le 5 mai 1969, le président Richard Nixon a signé le projet de loi et le lieutenant général Lewis William Walt a été promu à ce grade le 2 juin 1969, devenant ainsi le premier commandant adjoint du Corps des Marines à atteindre le rang quatre étoiles. Le 4 mars 1976, le président Gerald Ford a approuvé une loi autorisant le commandant adjoint à porter l'insigne de général quatre étoiles, quel que soit l'effectif du Corps des Marines. 
Le 22 novembre 1985, le général George B. Crist a été promu au rang de quatre étoiles et le 27 novembre, il a assumé le poste de commandant en chef du commandement central américain à la MacDill Air Force Base, en Floride. Sa nomination a marqué car, pour la première fois, un Marine dirigeait un commandement unifié et c'était la première fois que le Corps avait trois généraux quatre étoiles en service actif en même temps. Depuis 1985, un certain nombre de Marines ont servi dans des positions conjointes détenant un grade quatre étoiles et il n'est plus rare que le Corps ait en même temps quatre ou cinq généraux quatre étoiles en service actif. 
En 2005, le général Peter Pace est devenu le premier Marine à être nommé président du Joint Chiefs of Staff, conseiller militaire en chef du président des États-Unis et plus haut responsable des forces armées américaines. Auparavant, en 2001, le général Pace était le premier officier de l' US.Marine Corps à être nommé vice-président de l'état-major interarmées (VCJCS). 

La durée standard de commandement, pour le commandant du Corps (CMC), est de quatre ans ; deux ans pour le commandant adjoint (ACMC) ; pour un général commandant interarmées, trois ans ; et un maximum de quatre ans en termes consécutifs de deux ans pour le président et le vice-président des chefs d'état-major interarmées (CJCS / VCJCS). 

## Voir également
- Général (États-Unis)
- List of active duty United States four-star officers (en)
- List of United States Air Force four-star generals (en)
- List of United States Army four-star generals (en)
- List of United States Coast Guard four-star admirals (en)
- List of United States Public Health Service Commissioned Corps four-star admirals (en)
- List of United States Space Force four-star generals (en)
- United States military seniority (en)